# تشارلز بي وايت
تشارلز بي وايت (بالإنجليزية: Charles P. White)‏ هو محامي أمريكي، ولد في 1969.

## وصلات خارجية
- الموقع الرسمي